# آنری دلوژ
آنری دلوژ (فرانسوی: Henri Deloge‎; ۲۱ نوامبر ۱۸۷۴ – ۲۷ دسامبر ۱۹۶۱) دونده ۱۵۰۰ و ۵۰۰۰ متر اهل فرانسه بود.